# إدارة تربوية
الإدارة التربوية (بالإنجليزية: Educational management)، يُشِير المُصْطَلَحْ إلىٰ إدارة نظام التَعْلِيمً، الذي تجمع فيه المجموعة بين الموارد البشرية والمادية؛ للإشراف على الهياكل، والتخطيط لها، ووضع إستراتيجيات، وتنفيذها؛ لِتَنْفِيذ نِظَامٍ تَعْلِيميِّ. التعليم هو تجهيز المعرفة والمهارات والقيم والمعتقدات والعادات والمواقف بخبرات التعلم. نظام التعليم هو نظام بيئي[بحاجة لمصدر] من المهنيين في المؤسسات التعليمية، مثل الوزارات الحكومية والنقابات والمجالس التشريعية والوكالات والمدارس. يتكون نظام التعليم من الرؤساء السياسيين والمدراء وأعضاء هيئة التدريس والموظفين من غير المدرسين والموظفين الإداريين وغيرهم من المهنيين التربويين الذين يعملون معًا للإثراء والتعزيز. على جميع مستويات النظام البيئي التعليمي، الإدارة مطلوبة؛ تتضمن الإدارة التخطيط والتنظيم والتنفيذ والمراجعة والتقييم والتكامل لمؤسسة ما.